# Lubukraya
Lubukraya je menší a dlouhodobě nečinná (možná vyhaslá) sopka na indonéském ostrově Sumatra, nedaleko stratovulkánu Sibualbuali. Masív je tvořený především andezitem (v menší míře čedičem). Vrchol 1 862 m vysoké hory je zakončený velkým kráterem, přičemž na jejím úpatí leží lávový dóm. Kdy došlo k poslední erupci, není známo. Odhady hovoří o holocénu.